# 東漢末年

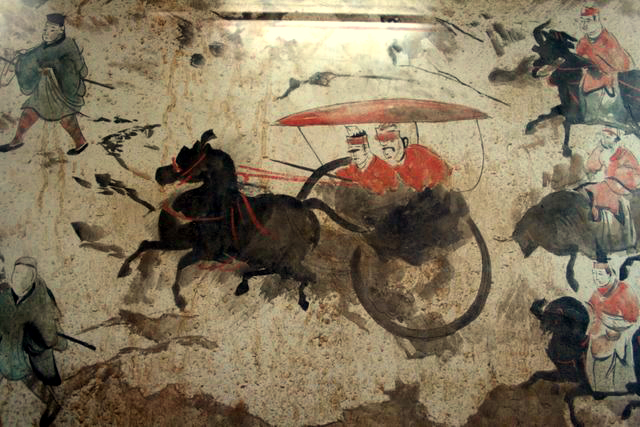
東漢壁畫

東漢末年约指黃巾之亂起，至曹丕代漢（184年－220年，東漢光和七年－建安二十五年）
或三国鼎立（東吳的孫權於222年自建年号、229年稱帝）的时期，持續36年（或以東吳稱帝建國計，為45年），这段时间内东汉皇族政治衰敗，军阀割据，彼此混戰。
由於土地兼并越加嚴重，朝廷允許地方貴族擁有自己的私人武裝勢力，加上中央政府政治腐敗，皇權衰落，貴族的權力太大，因而造成群雄割據的局面。而這些割據勢力又有著不同的興起過程與發展脈絡，反映出那個動亂時代的多元面向。东汉末年被归入广义的三国时期。
另有文献将汉桓帝时期（148年至167年）归入东汉末年。

## 背景
東漢末年，農業生產出現嚴重的土地兼并現象，直接導致地方豪強勢力的崛起。
由於中央政府政治黑暗，十常侍橫行朝野，對地方的控制越加衰弱，造成土地兼并問題日益惡化，而人民飽受此現象的苦果，加上天災與瘟疫的雙重打擊，他們於是紛紛起來造反，發動大規模的叛亂，最著名者是黃巾之亂。
時代的動盪不安，也使地方豪強有了崛起的機會，他們一開始靠著自己的財力組織自己的武裝軍隊保衛家園，後來就逐漸演變成擁有私人武力的軍閥，如曹操、劉備等人都是在這樣的背景下嶄露頭角，中央政府由於不修政事，對於這樣的情況，也是無能為力，反而需要他們維持地方穩定。
地方豪強發展到後期，又逐漸分化為士族與寒門兩個陣營。其中，士族在土地與權勢上佔有了優勢，也因此擁有壟斷政府高層的實力，形成了三國兩晉時期特殊的士族政治。
社會現況方面，當時的年輕人，喜愛用言語攻擊長輩。

### 刺史改州牧
除了嚴重的土地兼并問題，是造成地方豪強興起的誘因之外，刺史制度的變動，則是造成群雄割據的主因。
刺史制度源自西漢武帝時期，本意是用等級低的官員監察等級高的官員，以達到制衡的目的（以六條問事制衡官員），儘管刺史的權力越來越大，但是始終沒有統領一州的法定權力和信度。不過到了東漢靈帝時，因刺史多死于黄巾之乱、凉州之乱，他接受劉焉的建議，將各州刺史改稱州牧。於是，刺史成為地方的官員，從原本的中央和郡、縣之間加入州一級，成為中央、州、郡、縣的四級結構。州牧位居郡守之上，掌握一州的軍政大權。
這樣的情況持續的結果，使各個州牧紛紛利用天下大亂，名正言順在地方割據勢力，而那些未被改為州牧的刺史和郡守，也趁機擴大權利和武裝力量，還有人在戰亂中自封為州牧和刺史，如此一來，等於宣告東漢政府的實質統治力已經名存實亡。

### 地方割據
當時東漢共分為十三個州，每個都有豪強割據。各方勢力彼此互相交戰，百姓生活自然非常不好。
在這些割據勢力中，曹操、袁紹、袁术、孫堅父子與劉備等人為著名的勢力外，另外還有一些勢力的崛起經過，更能呈現出亂世所發展出的不同模式。
首先是劉表，他就是典型的受惠於刺史改州牧政策的地方統治者。劉表成為荊州牧，掌握荊州的軍政大權。他在亂世之中，先殺孫堅，後抗曹操，成為天下舉足輕重的力量，不過劉表過於保守多疑，寵信奸佞，又受荊州蒯、蔡兩大世家的挾制，晚年遭遇長沙太守張羨父子的叛亂，又廢長立幼導致長子劉琦自請出鎮江夏。他死後，次子劉琮繼位，曹操統一北方，開始南征，劉琮便舉眾投降。
接下來是劉焉、劉璋父子，劉焉向漢靈帝提出刺史改州牧的建議，而後主動申請赴任益州牧，到了該地後，一方面掃除地方勢力，加強自身的統治；另一方面公然斷絕益州與中央的聯繫，成為益州的一方之霸，他死後，由其子劉璋繼承其位，最後由劉備所降服。
領兵的武將如韓遂、馬騰等人，也是東漢末年群雄割據來源的一大途徑。他們曾一再擊敗中央政府的軍隊，而聲名大噪，后又歸順掌控朝廷的李傕、郭汜
，不過後來發生內鬥情況，最終被曹操所分化擊敗。
此外，民間出現了很多以宗教形式出現的武裝集團，例如張角領導的黄巾军就是其中最有影響力的一支。另外還有一支持續時間最長的民間割據勢力，那就是張魯在漢中地區領導的五斗米道教眾。涼州枹罕的宋建則自立為「河首平漢王」，設百官改年號，並割據三十年；宋建以王的身份建國（有百官制及年號），為歷史之先。

#### 割據勢力列表
| 各地勢力                                                                  | 統治區域                                                           | 統治時間                  | 各地勢力                     | 統治區域                             | 統治時間 |
| 河北地區（青、冀、、幽四州）                                              |                                                                    |                           |                              |                                      |          |
| 袁紹；後繼者分裂為袁譚、袁尚                                              | 冀州、青州、幽州、州                                               | 189-207                   | 公孫瓚                       | 幽州右北平                           | 187-199  |
| 公孫度；後繼者為公孫康、公孫恭、公孫淵 （公孫淵稱燕王、燕國為孫吳從屬國） | 幽州遼東                                                           | 189-238                   | 劉虞                         | 幽州                                 | 187-193  |
| 張楊                                                                      | 州上黨                                                             | 190-198                   | 張燕                         | 州黑山一帶                           | 185-205  |
| 韓馥                                                                      | 冀州魏郡                                                           | 189-191                   |                              |                                      |          |
| 中原地區（司隸三河及徐、豫、兗三州）                                      |                                                                    |                           |                              |                                      |          |
| 曹操、後繼者為曹丕 （及後曹丕篡漢建立曹魏）                               | 兗州、豫州、司隸、徐州、冀州、青州、并州、幽州、荊州、涼州、揚州淮南 | 192-220 建立曹魏          | 呂布                         | 先後曾據長安、兗州，後據徐州         | 192-198  |
| 王匡                                                                      | 司隸河內                                                           | 189-191?                  | 袁遺                         | 兗州山陽                             | 189-192? |
| 桥瑁                                                                      | 兗州東郡                                                           | 189-190                   | 張邈                         | 兗州陳留                             | 189-195  |
| 張超                                                                      | 徐州廣陵                                                           | 189-195                   | 鮑信                         | 兖州濟北                             | 189-192  |
| 張繡                                                                      | 荊州宛郡                                                           | 196-199                   | 孔融                         | 青州北海                             | 189-195  |
| 劉岱                                                                      | 兗州                                                               | 189-192                   | 陶謙                         | 徐州                                 | 189-194  |
| 孔伷                                                                      | 豫州                                                               | 189-190                   |                              |                                      |          |
| 漢江地區（荊、揚、交三州）                                                |                                                                    |                           |                              |                                      |          |
| 孫堅；後繼者為孫策、孫權 （及後孫權稱帝建立孫吳）                         | 曾據豫州，後據揚州、荊州、交州                                     | 186-191、194-229 建立孫吳 | 袁術（及後僭號稱帝建號仲家） | 曾據荊州南陽，後據揚州淮南、壽春     | 189-199  |
| 劉表；後繼者為劉琮                                                        | 荊州北部，之後將治理範圍擴及荊州南部與交州以北                     | 190-208                   | 劉度                         | 荊州零陵                             | 208-209  |
| 金旋                                                                      | 荊州武陵                                                           | 208-209                   | 趙範                         | 荊州桂陽                             | 208-209  |
| 韓玄                                                                      | 荊州長沙                                                           | 208-209                   | 嚴白虎                       | 揚州吳郡                             | ?-196?   |
| 士燮                                                                      | 交州交趾                                                           | 189-211                   | 劉繇                         | 曾據揚州曲阿，敗給孫策之後移治豫章。 | 192-196  |
| 陳溫                                                                      | 揚州淮南                                                           | 189-192                   | 王朗                         | 揚州會稽                             | 193-197  |
| 西北、巴蜀地區（司隸三輔及涼、益二州）                                    |                                                                    |                           |                              |                                      |          |
| 劉備 （及後稱帝延續漢室，史稱蜀漢）                                       | 先後曾據青州平原、徐州、荊州，後據益州                             | 193-221 建立蜀漢          | 馬騰                         | 涼州武威一帶                         | 193-214  |
| 韓遂                                                                      | 涼州西平、金城一帶                                                 | 185-215                   | 宋建（稱河首平漢王）         | 涼州枹罕                             | 185?-214 |
| 劉焉，後繼者為劉璋                                                        | 益州                                                               | 188-214                   | 張魯                         | 益州漢中                             | 189-215  |
| 李傕                                                                      | 雍州、司隸、涼州东部                                               | 192-198                   | 董卓                         | 雍州、司隸、涼州东部                 | 188-192  |

### 结束
曹操通过征战兼并了诸多军阀，并挟持汉献帝，成为号令天下的权臣，受封魏王，仅未能征服孙权、刘备，表面称臣的公孙康家族也事实上半独立。
219年，刘备手下大将关羽发起北伐，威胁襄樊，中原震动。曹操拉拢孙权破坏孙刘联盟，终击退并斩杀关羽化解危机。220年，曹操病逝，其子曹丕继承权位后，同年迫使献帝禅让，建立曹魏，封孙权为吴王。
次年（221年），刘备称帝，自称延续汉室，史称季漢（又称蜀漢）；又次年（222年），孙权断绝对曹魏的臣属关系，自建年号，建立孙吴政权，并在229年称帝。

## 後世影響

### 文化
正史《三国志》所记载的历史时期从黄巾之乱开始，包括了这一时期，直到三分归晋而结束。後世的文化作品因而把東漢的群雄割據時代的歷史視為三國歷史的一部份，兩者的歷史關係非常緊密。《三國演義》的内容也以《三国志》为本，橫跨群雄割據和三國鼎立的兩個時期，直到晉灭吴為止。三國系列遊戲則在這個基礎上對歷史再進行加工。